# Canale Vodootvodnyj
Il canale Vodootvodnyj (in russo Водоотводный канал?, traducibile come "canale di drenaggio", traslitterato anche come canale Vodootvodny) è un canale laterale del fiume Moscova al centro della città di Mosca, realizzato a partire dalla seconda metà del XVIII secolo per controllare le piene del fiume e favorire la navigazione.

## Storia

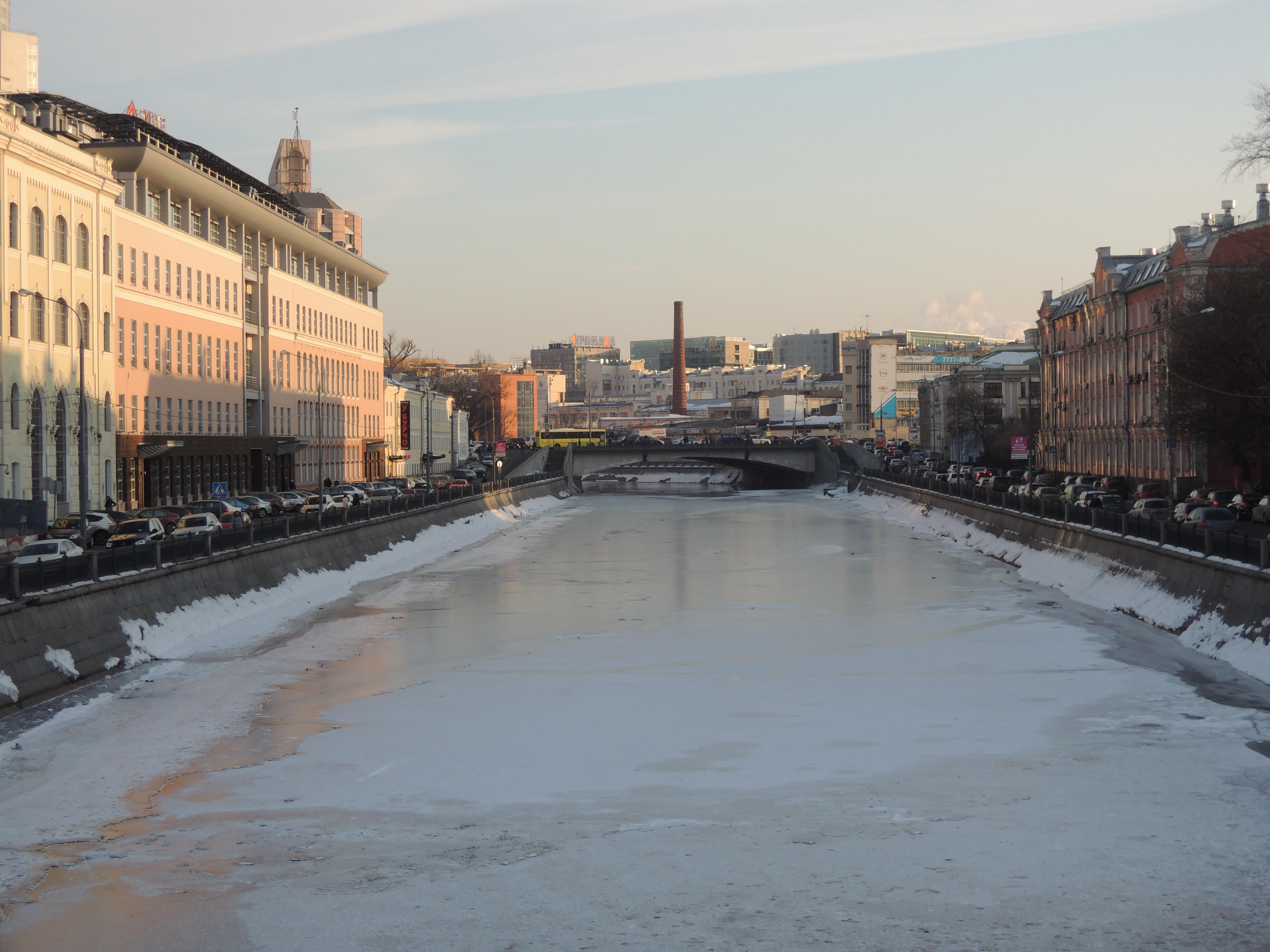
Il canale ghiacciato nel 2013

Fino al XVIII secolo il quartiere di Zamoskvoreč'e, sulla riva destra della Moscova, in primavera era soggetto a frequenti inondazioni a causa delle piene del fiume, che causavano danni alle abitazioni e rendevano il terreno poco adatto a costruire. Inoltre nei periodi più aridi il vecchio letto del fiume - che si trovava approssimativamente dove oggi scorre il canale Vodootvodnyj e che veniva inondato in primavera - tendeva ad asciugarsi lasciando isolate pozze paludose che erano causa di malattie.
Il primo progetto di realizzazione di un canale di drenaggio per controllare le piene del fiume risale al 1775, ad opera probabilmente dell'architetto Matvej Fëdorovič Kazakov. Il progetto venne messo in pratica nel 1783, in seguito ad una terribile alluvione che fece crollare i supporti del ponte Bol'šoj Kamennyj: per permettere la riparazione dei piloni il vecchio alveo della Moscova venne dragato e allargato e l'acqua del fiume venne temporaneamente deviata al suo interno. Il canale laterale rimase in funzione anche dopo il ripristino dell'alveo originale, portando alla nascita di una grande isola artificiale al centro del fiume.
Una mappa del 1807 mostra come il canale effettivamente realizzato fosse molto simile al progetto di Kazakov del 1775, con come unica differenza la presenza di una sola isola artificiale aggiuntiva a monte dell'isola principale. All'epoca l'isola principale era divisa in due da un fossato chiamato Balčug. 
Nel 1853 la costruzione della diga Babyegorodskaja (in russo Бабьегородская плотина?) ad ovest dell'isola e di una chiusa a est permise la navigazione lungo il canale Vodootvodnyj. Per facilitare il passaggio delle imbarcazioni il canale venne quindi ampliato verso est, in modo da ricongiungersi con la Moscova con un angolo più dolce rispetto ai novanta gradi del progetto originario. In questo modo l'area denominata "Red Hills" (in russo Красных Холмов?) venne separata dalla terraferma e entrò a far parte dell'isola, da cui era divisa da un fossato.

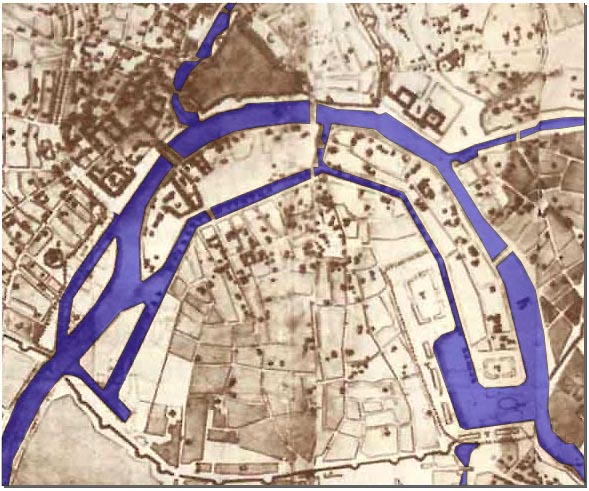
Il progetto di Matvej Fëdorovič Kazakov del 1775
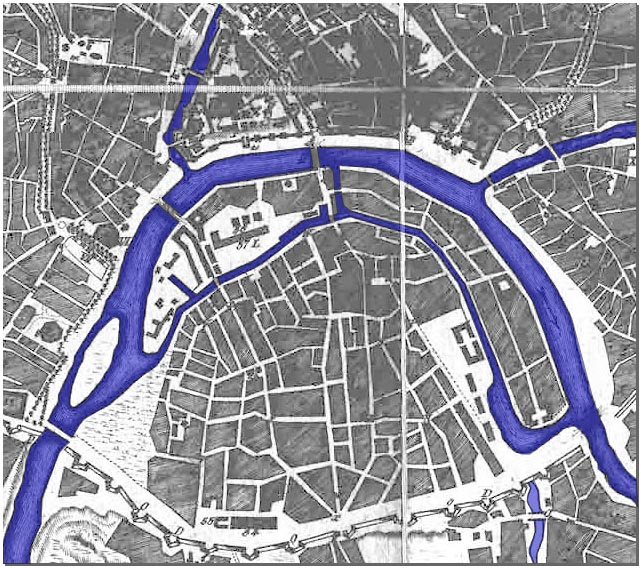
Mappa dello stato di fatto del 1807
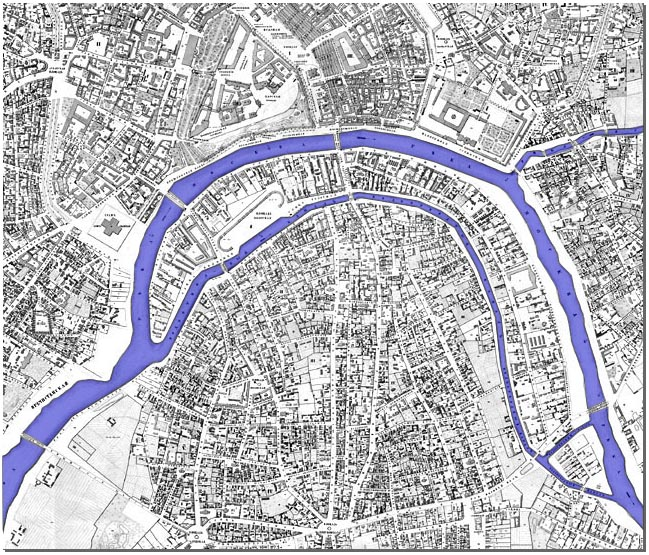
Mappa dello stato di fatto del 1853

In seguito alla realizzazione del canale di Mosca tra il 1932 e il 1938 l'aumento del livello dell'acqua nella Moscova e nel canale rese i due corsi d'acqua navigabili senza bisogno di chiuse, e le dighe in questa parte del fiume furono smantellate. Negli stessi anni, con la costruzione del ponte Bol'šoj Krasnocholmskij, il fossato che separava l'area di Red Hills dall'isola venne riempito, e furono costruiti diversi ponti, sia stradale che pedonali, al di sopra del canale.

## Descrizione

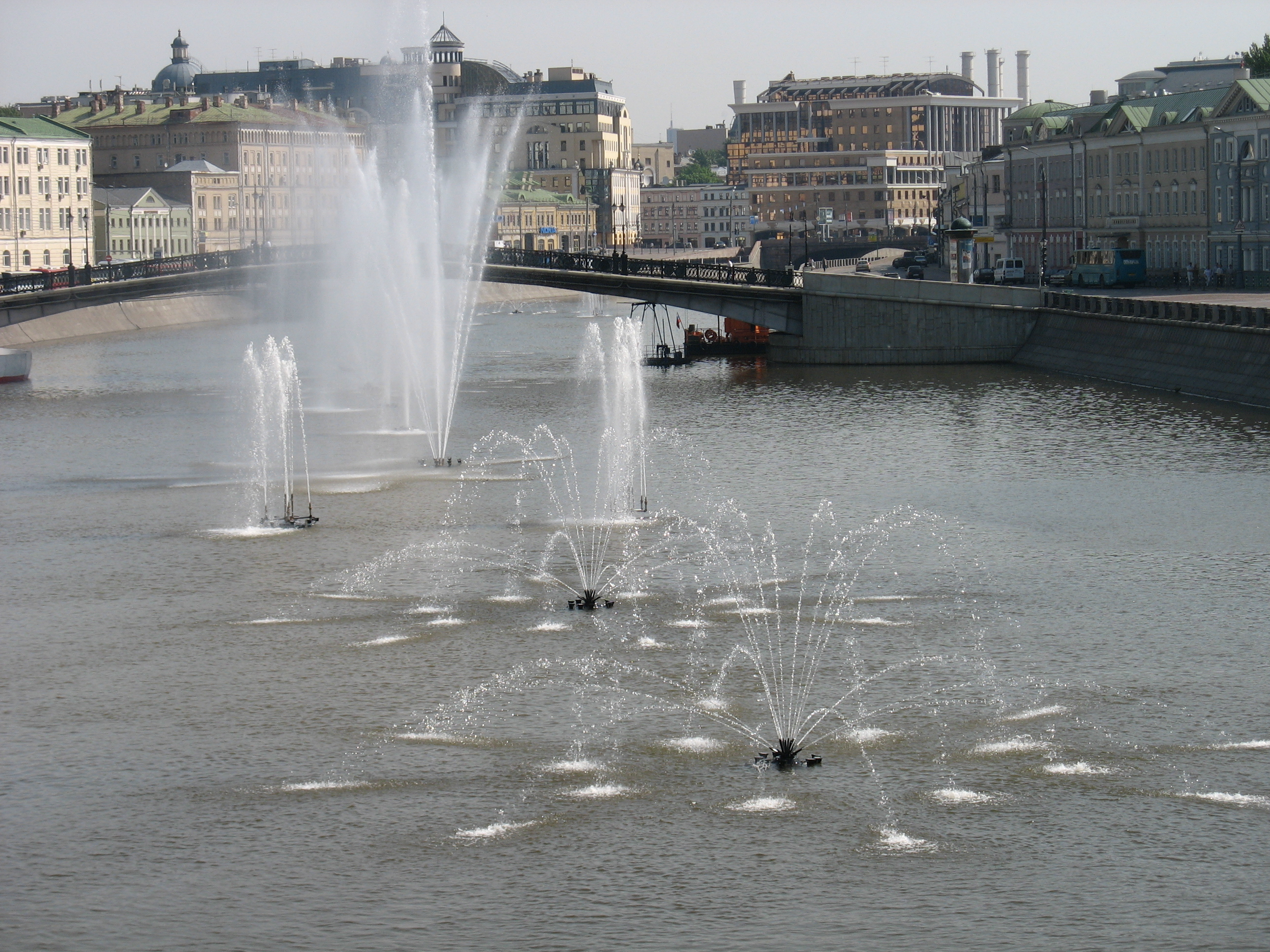
Le fontane mobili lungo il canale

Il canale è lungo circa 4 chilometri e ha una larghezza compresa tra i 40 e i 50 metri, mentre la profondità media è solo di 2 metri. Nasce da una biforcazione del fiume Moscova situata tra i ponti Krymskij e Bol'šoj Kamennyj.

Su uno scoglio situato proprio in corrispondenza della biforcazione si trova la gigantesca statua in bronzo dedicata a Pietro I.
Gli argini del canale, sia verso l'isola che verso la terraferma, sono realizzati in calcestruzzo e rivestiti in granito. Il canale è navigabile ma vista la sua ridotta profondità è solcato da navi passeggeri progettate appositamente per navigare su di esso.
La realizzazione del canale ha portato alla nascita dell'isola artificiale, lunga 4 chilometri e larga fino a 380 metri, soprannominata Bolotnyj o Balčug.
Nel 1995 al centro del canale è stata posizionata una installazione artistica di 16 fontane galleggianti, situate 8 per parte rispetto al ponte pedonale Lužkov, che producono giochi d'acqua e colori. Le fontane funzionano dalla primavera all'autunno, mentre sono rimosse durante l'inverno quando l'acqua del fiume può gelare completamente.

## I ponti

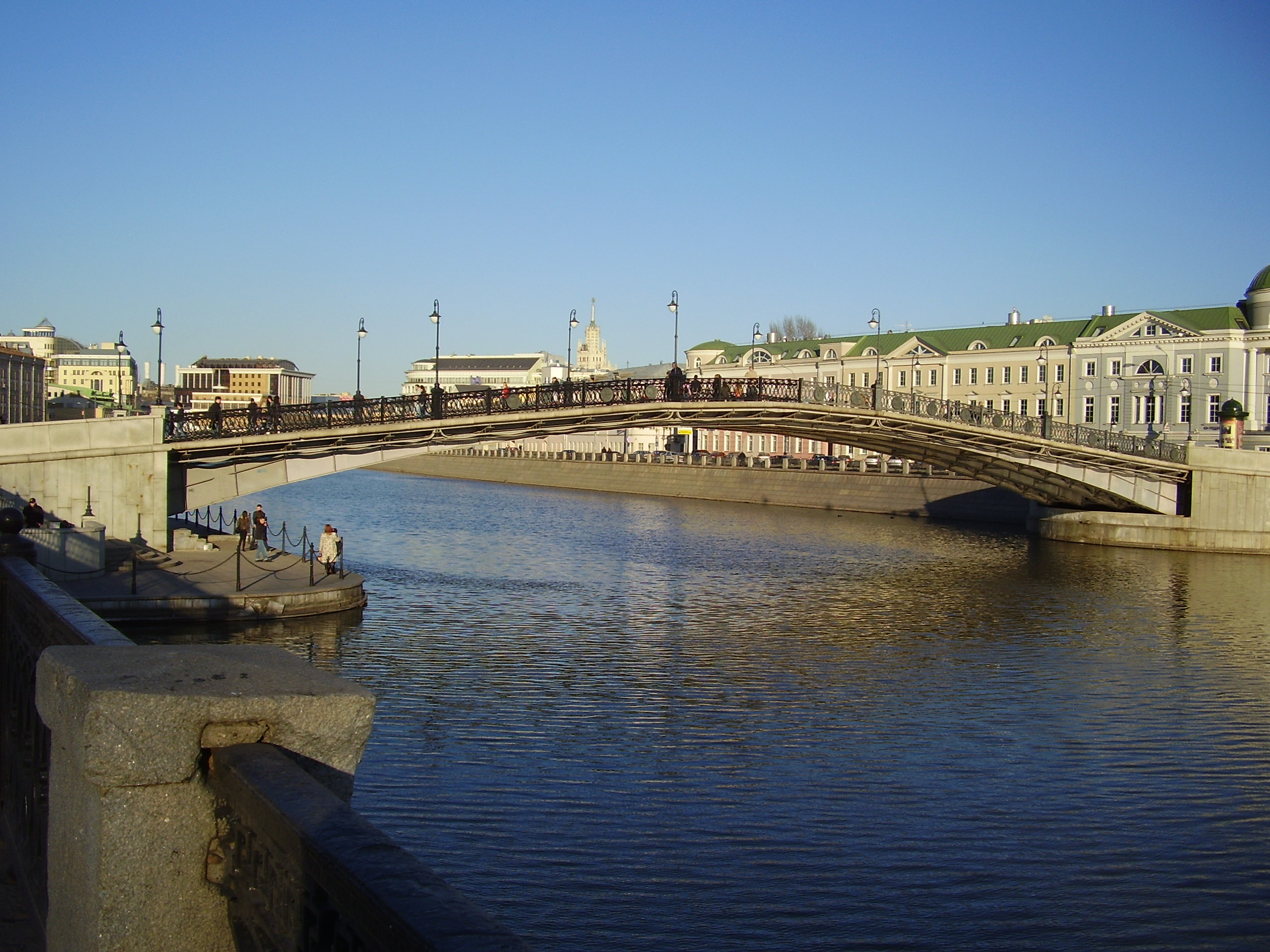
Il ponte pedonale Lužkov

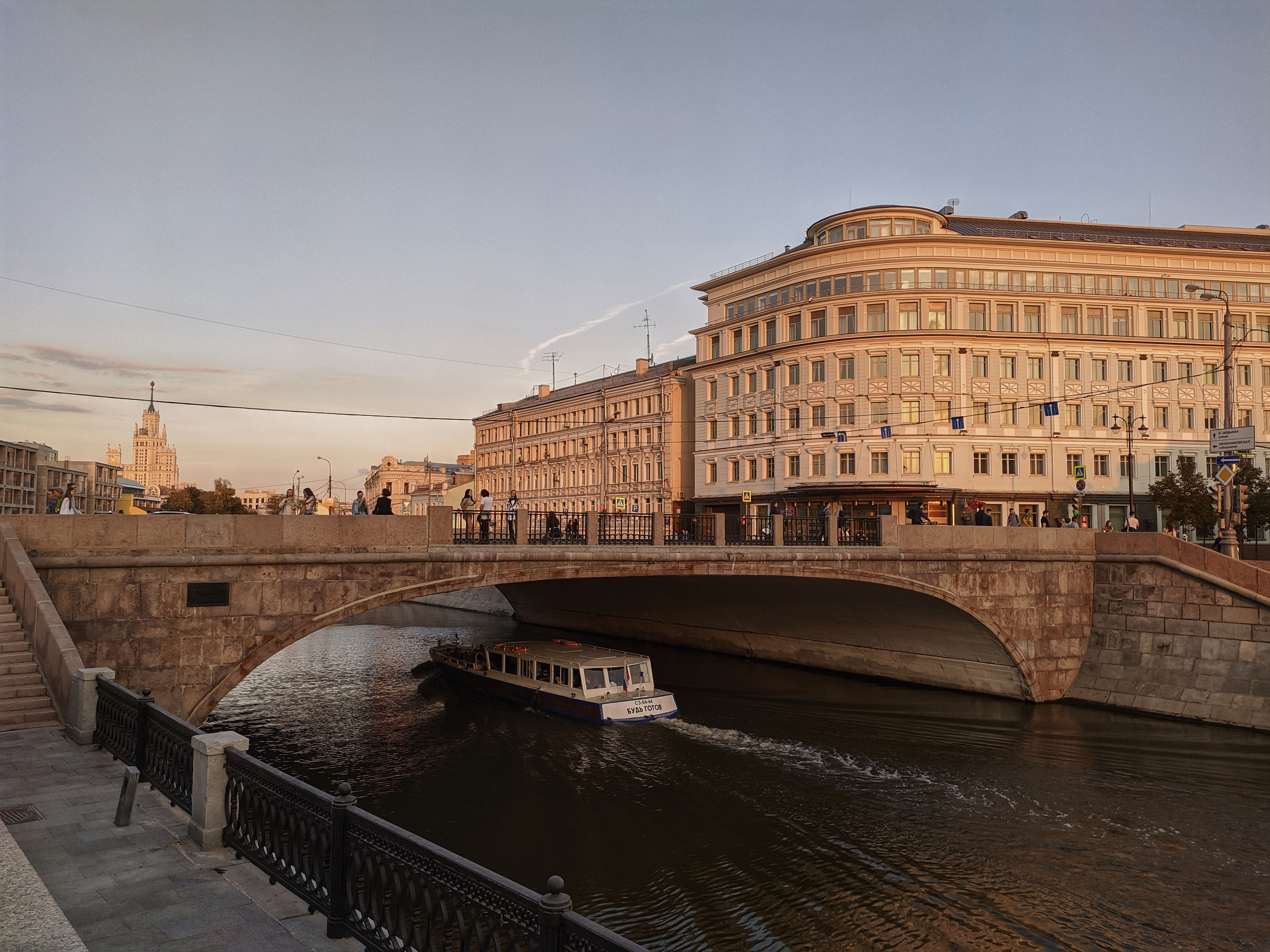
Il ponte stradale Malyj Moskvoreckij

Al 2020 il canale è attraversato da 11 ponti, di cui 5 pedonali. Da monte verso valle essi sono:
- Ponte dei Patriarchi (Патриарший мост): ponte pedonale in acciaio che dopo aver superato il canale prosegue al di sopra della Moscova conducendo verso la Cattedrale di Cristo Salvatore
- Ponte Malyj Kamennyj (Малый Каменный мост), traducibile come "piccolo ponte di pietra", ponte stradale situato in corrispondenza del ponte Bol'šoj Kamennyj sulla Moscova. Un primo ponte in legno in questa posizione venne costruito nel 1788; nel 1880 tale struttura venne sostituita da un ponte in pietra, da cui il nome Malyj Kamennyj. Il ponte attuale, realizzato nel 1938, ha una struttura ad arco a singola campata in calcestruzzo armato di 55,2 metri di luce[8]
- Ponte Lužkov (Лужков мост), conosciuto anche come Ponte Tret'jakovskij (Третьяковский мост), ponte pedonale ad arco in acciaio inaugurato nel 1994.[9]
- Ponte Malyj Moskvoreckij (Малый Москворецкий мост), ponte stradale costruito nel 1938, situato in corrispondenza del Ponte Bol'šoj Moskvoreckij sulla Moscova.[10]
- Ponte Čugunnyj (Чугунный мост), ponte stradale a re campate in cemento armato costruito nel 1966.[11]
- Ponte Sadovnčeskij (Садовнический мост), ponte pedonale inaugurato nel 1964 realizzato tramite un arco in calcestruzzo armato di 32 metri di luce e 6,2 metri di altezza. Il piano di calpestio è costituito da una scalinata.[12]
- Ponte Komissariatskij (Комиссариатский мост), uno dei ponti stradali più vecchi del canale, è stato realizzato nel 1927. Situato in corrispondenza del ponte Bol'šoj Ust'inskij sulla Moscova, deve il suo nome al vicino edificio storico del Nuovo Kriegskomissariat.[13]
- Ponte Zverev (Зверев мост), ponte pedonale ad arco realizzato in calcestruzzo armato nel 1930.[14]
- Ponte Malyj Krasnocholmskij (Малый Краснохолмский мост), ponte stradale ad arco costruito nel 1938, situato in corrispondenza del Ponte Bol'šoj Krasnocholmskij.[15]
- Ponte Šljuzovoj (Шлюзовой мост), ponte pedonale situato poco distante dal ponte stradale con lo stesso nome.
- Ponte Šljuzovoj (Шлюзовой мост), ponte stradale lungo 49 metri e largo 22, costruito nel 1965 in corrispondenza della punta dell'Isola.[16]